# Piano di Chequers

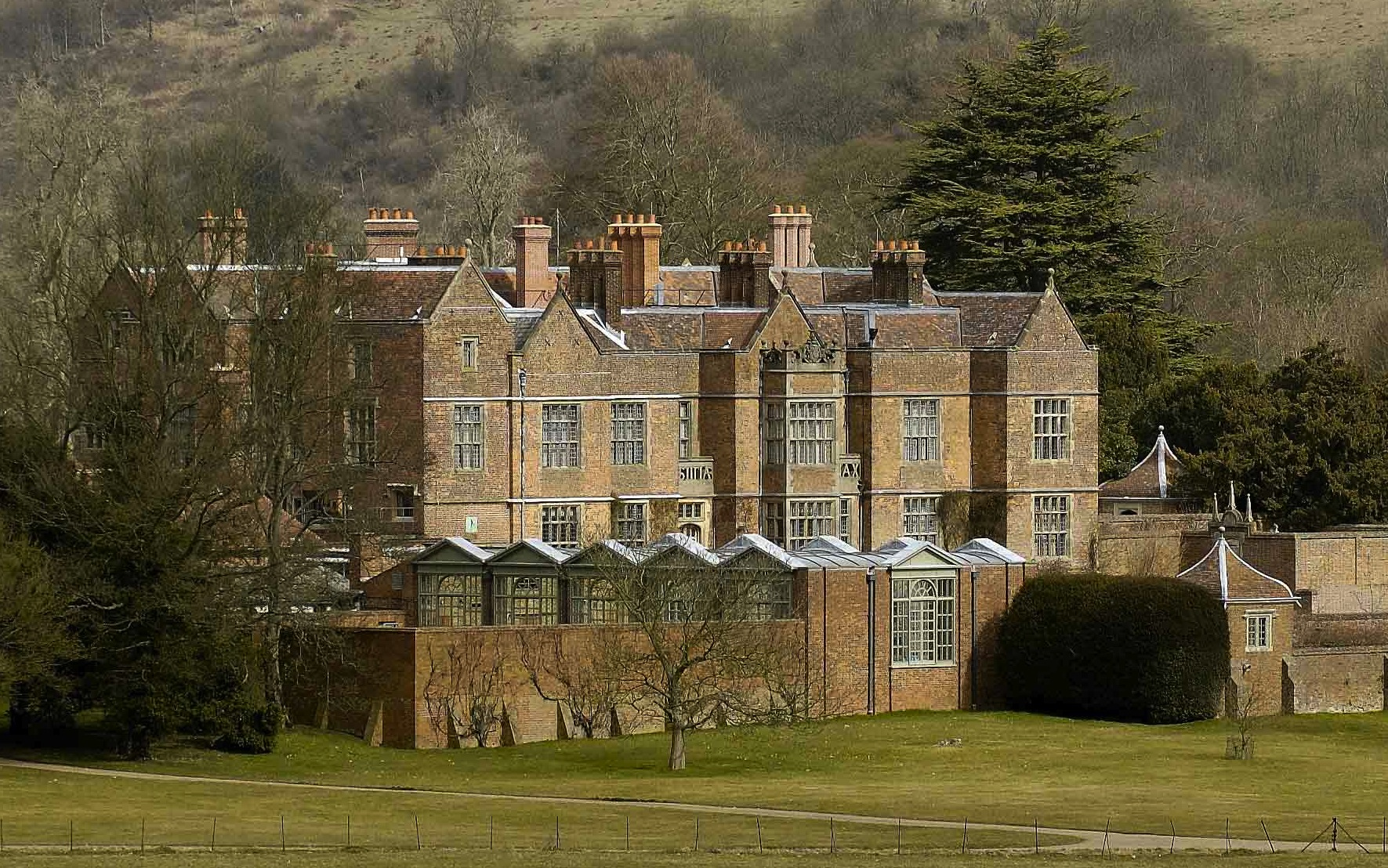
Chequers- la sede ufficiale del primo ministro britannico dal 1921, dove il gabinetto di Theresa May ha concordato il piano di Chequers.

Il Piano di Chequers è un libro bianco di 83 pagine concernente la Brexit e l'uscita del Regno Unito dall'UE. È stato pubblicato il 12 luglio 2018 dal governo del Regno Unito sotto il primo ministro Theresa May. Stabilisce le relazioni tra il Regno Unito e l'Unione europea in seguito alla Brexit. Il titolo ufficiale del documento è The Future Relationship between The United Kingdom and The European Union (Le future relazioni tra il Regno Unito e l'Unione Europea).
Il ministro della Brexit, Dominic Raab, ha descritto il Piano di Chequers come "una proposta dettagliata per un futuro partenariato sistematico, pragmatico e ambizioso tra il Regno Unito e l'UE" (a "detailed proposal for a principled, pragmatic and ambitious future partnership between the UK and the EU")). Ha continuato dicendo: "Il Libro bianco propone una zona di libero scambio per le merci per garantire ulteriormente un commercio regolare. Ciò dovrebbe essere sostenuto da norme doganali concordate congiuntamente, ma solo nella misura necessaria per un agevole commercio transfrontaliero".

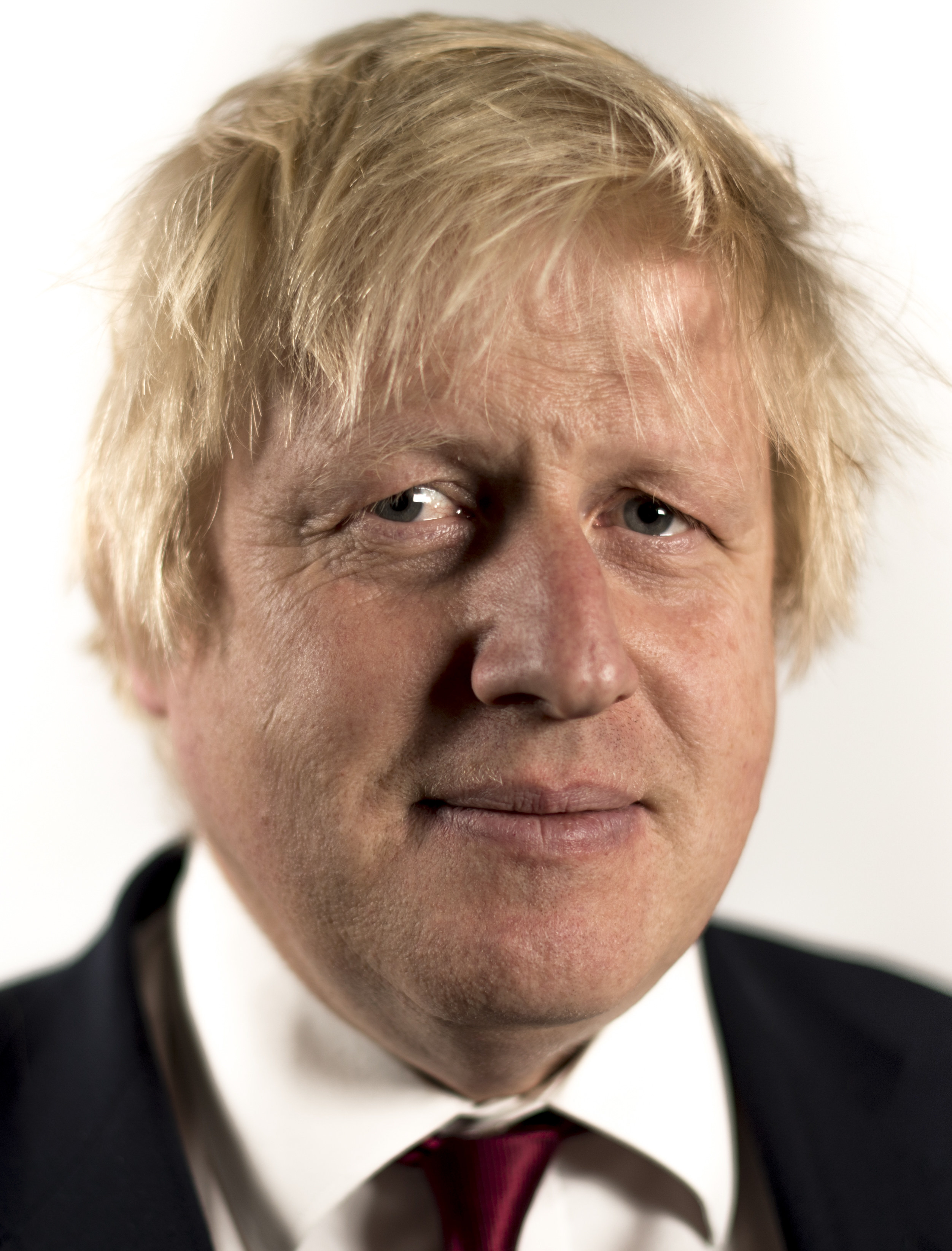
Boris Johnson è stato segretario degli esteri dal 2016 al 2018, ma ha rassegnato le dimissioni in virtù del Piano di Chequers

La versione finale del Libro bianco è stata prodotta in una riunione del Consiglio dei ministri a Chequers il 6 luglio 2018. David Davis, fino ad allora ministro della Brexit nel gabinetto, e il ministro degli Esteri Boris Johnson si sono quindi dimessi dai loro uffici perché hanno rifiutato il piano.

## Struttura
Il Libro bianco è diviso in quattro capitoli: partenariato economico, sicurezza, cooperazione e accordi istituzionali.
Contiene la proposta di un accordo di associazione con l'UE, il progetto di un quadro di cooperazione tra Londra e Bruxelles con un organo di governo dei rappresentanti del governo di entrambe le parti e un comitato misto per attuare e rispettare l'accordo sulla Brexit.